# Elecciones al Parlamento de Cantabria de 2019
Las elecciones al Parlamento de Cantabria de 2019 se celebraron el 26 de mayo de 2019, en el marco de las elecciones autonómicas de España de 2019 en los cuales se eligieron 35 diputados que servirán en la X legislatura. Fueron las décimas elecciones al Parlamento de Cantabria y las segundas con Felipe VI como rey. El decreto de convocatoria fue firmado el 1 de abril de 2019 por el entonces presidente Miguel Ángel Revilla.
El resultado de las elecciones supuso la primera victoria del Partido Regionalista de Cantabria, quedándose a 4 escaños de la mayoría absoluta. Esto fue propiciado por el aumento del apoyo del electorado al PRC y por el descenso del Partido Popular de Cantabria, que perdió 4 escaños. El PSC ganó dos escaños más y Ciudadanos uno. Vox entró por primera vez en el parlamento regional con dos escaños y Podemos perdió todos sus diputados.

## Sistema electoral
Según la ley electoral de Cantabria, para presentar candidaturas, las agrupaciones de electores deben recoger, al menos, la firma del 1 % de los inscritos en el censo electoral de la circunscripción respectiva, pudiendo cada elector apoyar solo a una agrupación electoral.
En cuanto al número de diputados a elegir, el Estatuto cántabro prevé que el Parlamento se componga de entre 35 y 45 diputados. La ley electoral cántabra desarrolla este apartado estableciendo que el número de diputados a nombrar es de 35. Elegidos cada cuatro años mediante el sistema D'Hondt. Los candidatos se presentan en listas cerradas de los partidos políticos, y el voto es directo y secreto, pudiendo votar todos los mayores de 18 años. La ley prevé una única circunscripción, la propia Comunidad. Para obtener representación, es necesario obtener al menos el 5 % de los votos válidos.

## Candidaturas

### Partidos políticos con representación en el Parlamento
| Candidatos                                      |                             |        |
| Partido                                         | Cabeza de lista             | Ref.   |
| Partido Popular de Cantabria (PP)               | María José Sáenz de Buruaga | [ 7 ]  |
| Partido Regionalista de Cantabria (PRC)         | Miguel Ángel Revilla        | [ 8 ]  |
| Partido Socialista de Cantabria-PSOE (PSC-PSOE) | Pablo Zuloaga               | [ 9 ]  |
| Podemos (Podemos)                               | Mónica Rodero               | [ 10 ] |
| Ciudadanos (Cs)                                 | Félix Álvarez               | [ 11 ] |

### Partidos políticos sin representación en el Parlamento
| Candidatos                                      |                              |        |
| Partido                                         | Cabeza de lista              | Ref.   |
| Izquierda Unida-Equo                            | Israel Ruiz Salmón           | [ 12 ] |
| Vox                                             | Cristóbal Palacio            | [ 13 ] |
| PACMA                                           | Juana Teresa Álvarez Torrús  | [ 14 ] |
| Cantabristas                                    | Pablo Lobete López           | [ 15 ] |
| Ola Cantabria                                   | Juan Ramón Carrancio Dulanto | [ 14 ] |
| Partido Comunista de los Trabajadores de España | Federico José Saiz Sandoval  | [ 14 ] |
| Nueva Izquierda Popular                         | Marcelo Julián Campos Pérez  | [ 14 ] |

## Encuestas
| Sondeo                          | Encuestadora   | -          |       |       |       |      |       |      | Otros | En blanco |
| Electomanía 12 de marzo de 2018 | SYM Consulting | Porcentaje | 30,45 | 27,79 | 14,92 | 5,11 | 15,53 | 1,19 | 3,35  | 1,66      |
| Electomanía 12 de marzo de 2018 | SYM Consulting | Escaños    | 12    | 10    | 5     | 2    | 6     | -    | -     | -         |
| ElFaradio 25 de junio de 2018   | SYM Consulting | Porcentaje | 20,93 | 35,24 | 22,16 | 4,21 | 10,77 | 1,75 | 3,14  | 1,8       |
| ElFaradio 25 de junio de 2018   | SYM Consulting | Escaños    | 8     | 14    | 9     | -    | 4     | -    | -     | -         |

## Jornada electoral
La jornada electoral comenzó a las 8:00 de la mañana con la constitución de las 823 mesas electorales en sus sedes por parte de los presidentes de mesa, vocales y suplentes, la presentación de los interventores de los partidos políticos y la constatación de la presencia de todos los elementos necesarios para la votación. Tras levantarse el acta de constitución de mesa, a las 8:30 horas, los colegios electorales abrieron sus puertas a las 9:00 de la mañana para que los ciudadanos inscritos en ellos comenzaran a votar.

### Participación
A lo largo de la jornada se dieron a conocer los datos de participación en las elecciones en dos ocasiones, así como la participación final. La participación comenzó siendo muy similar a las pasadas elecciones, aunque acabó siendo casi cinco puntos superior.
|  | 38,92 % |

|  | 38,65 % |

|  | 57,36 % |

|  | 56,46 % |

|  | 70,97 % |

|  | 66,23 % |

## Resultados
| ← Elecciones al Parlamento de Cantabria de 2019 → |                                                        |                             |         |         |         |     |
| Presidente y gobierno | Partido                                                | Candidato                   | Votos   | %       | Escaños | +/- |
| - Presidente: Miguel Ángel Revilla - Gobierno: PRC-PSOE - Censo: 500 925 - Votantes: 329 137 (65,70 %) - Abstención: 171 788 (34,30 %) - Válidos: 325 903 - A candidatura: 322 723 (99,02 %) | Partido Regionalista de Cantabria (PRC)                | Miguel Ángel Revilla        | 122 679 | 37,64 % | 14      | +2  |
| - Presidente: Miguel Ángel Revilla - Gobierno: PRC-PSOE - Censo: 500 925 - Votantes: 329 137 (65,70 %) - Abstención: 171 788 (34,30 %) - Válidos: 325 903 - A candidatura: 322 723 (99,02 %) | Partido Popular de Cantabria (PP)                      | María José Sáenz de Buruaga | 78 347  | 24,03 % | 9       | -4  |
| - Presidente: Miguel Ángel Revilla - Gobierno: PRC-PSOE - Censo: 500 925 - Votantes: 329 137 (65,70 %) - Abstención: 171 788 (34,30 %) - Válidos: 325 903 - A candidatura: 322 723 (99,02 %) | Partido Socialista de Cantabria (PSC-PSOE)             | Pablo Zuloaga               | 57 383  | 17,60 % | 7       | +2  |
| - Presidente: Miguel Ángel Revilla - Gobierno: PRC-PSOE - Censo: 500 925 - Votantes: 329 137 (65,70 %) - Abstención: 171 788 (34,30 %) - Válidos: 325 903 - A candidatura: 322 723 (99,02 %) | Ciudadanos-Partido de la Ciudadanía (C's)              | Félix Álvarez               | 25 872  | 7,93 %  | 3       | +1  |
| - Presidente: Miguel Ángel Revilla - Gobierno: PRC-PSOE - Censo: 500 925 - Votantes: 329 137 (65,70 %) - Abstención: 171 788 (34,30 %) - Válidos: 325 903 - A candidatura: 322 723 (99,02 %) | Vox                                                    | Cristóbal Palacio           | 16 496  | 5,06 %  | 2       | +2  |
| - Presidente: Miguel Ángel Revilla - Gobierno: PRC-PSOE - Censo: 500 925 - Votantes: 329 137 (65,70 %) - Abstención: 171 788 (34,30 %) - Válidos: 325 903 - A candidatura: 322 723 (99,02 %) | Podemos                                                | Mónica Rodero               | 10 224  | 3,13 %  | 0       | -3  |
| - Presidente: Miguel Ángel Revilla - Gobierno: PRC-PSOE - Censo: 500 925 - Votantes: 329 137 (65,70 %) - Abstención: 171 788 (34,30 %) - Válidos: 325 903 - A candidatura: 322 723 (99,02 %) | Marea Cántabra (IU-Equo)                               |                             | 6204    | 1,90 %  | 0       |     |
| - Presidente: Miguel Ángel Revilla - Gobierno: PRC-PSOE - Censo: 500 925 - Votantes: 329 137 (65,70 %) - Abstención: 171 788 (34,30 %) - Válidos: 325 903 - A candidatura: 322 723 (99,02 %) | Partido Animalista Contra el Maltrato Animal (PACMA)   |                             | 1854    | 0,56 %  | 0       |     |
| - Presidente: Miguel Ángel Revilla - Gobierno: PRC-PSOE - Censo: 500 925 - Votantes: 329 137 (65,70 %) - Abstención: 171 788 (34,30 %) - Válidos: 325 903 - A candidatura: 322 723 (99,02 %) | Cantabristas                                           |                             | 1584    | 0,48 %  | 0       |     |
| - Presidente: Miguel Ángel Revilla - Gobierno: PRC-PSOE - Censo: 500 925 - Votantes: 329 137 (65,70 %) - Abstención: 171 788 (34,30 %) - Válidos: 325 903 - A candidatura: 322 723 (99,02 %) | Ola Cantabria                                          |                             | 1119    | 0,34 %  | 0       |     |
| - Presidente: Miguel Ángel Revilla - Gobierno: PRC-PSOE - Censo: 500 925 - Votantes: 329 137 (65,70 %) - Abstención: 171 788 (34,30 %) - Válidos: 325 903 - A candidatura: 322 723 (99,02 %) | Partido Comunista de los Trabajadores de España (PCTE) |                             | 774     | 0,23 %  | 0       |     |
| - Presidente: Miguel Ángel Revilla - Gobierno: PRC-PSOE - Censo: 500 925 - Votantes: 329 137 (65,70 %) - Abstención: 171 788 (34,30 %) - Válidos: 325 903 - A candidatura: 322 723 (99,02 %) | Nueva Izquierda Popular (NIP)                          |                             | 187     | 0,05 %  | 0       |     |
| - Presidente: Miguel Ángel Revilla - Gobierno: PRC-PSOE - Censo: 500 925 - Votantes: 329 137 (65,70 %) - Abstención: 171 788 (34,30 %) - Válidos: 325 903 - A candidatura: 322 723 (99,02 %) | En blanco                                              | N/A                         | 3180    | 0,97 %  | N/A     | N/A |
| - Presidente: Miguel Ángel Revilla - Gobierno: PRC-PSOE - Censo: 500 925 - Votantes: 329 137 (65,70 %) - Abstención: 171 788 (34,30 %) - Válidos: 325 903 - A candidatura: 322 723 (99,02 %) | Nulos                                                  | N/A                         | 3234    | 0,98 %  | N/A     | N/A |

## Elección e investidura del presidente
La votación para la investidura del Presidente de Cantabria en el Parlamento tuvo el siguiente resultado:
| Resultado de la votación de investidura del presidente de Cantabria Mayoría absoluta: 18/35 |                                                         |            |    |   |   |   |   |       |
| Candidato                                                                                   | Fecha                                                   | Voto       |    |   |   |   |   | Total |
| Miguel Ángel Revilla (PRC)                                                                  | 27 de junio de 2019 Mayoría requerida: Absoluta (18/35) | Sí         | 14 |   | 7 |   |   | 21/35 |
| Miguel Ángel Revilla (PRC)                                                                  | 27 de junio de 2019 Mayoría requerida: Absoluta (18/35) | No         |    | 9 |   | 3 |   | 12/35 |
| Miguel Ángel Revilla (PRC)                                                                  | 27 de junio de 2019 Mayoría requerida: Absoluta (18/35) | Abstención |    |   |   |   | 2 | 2/35  |